# St. Nikolaus (Jügesheim)

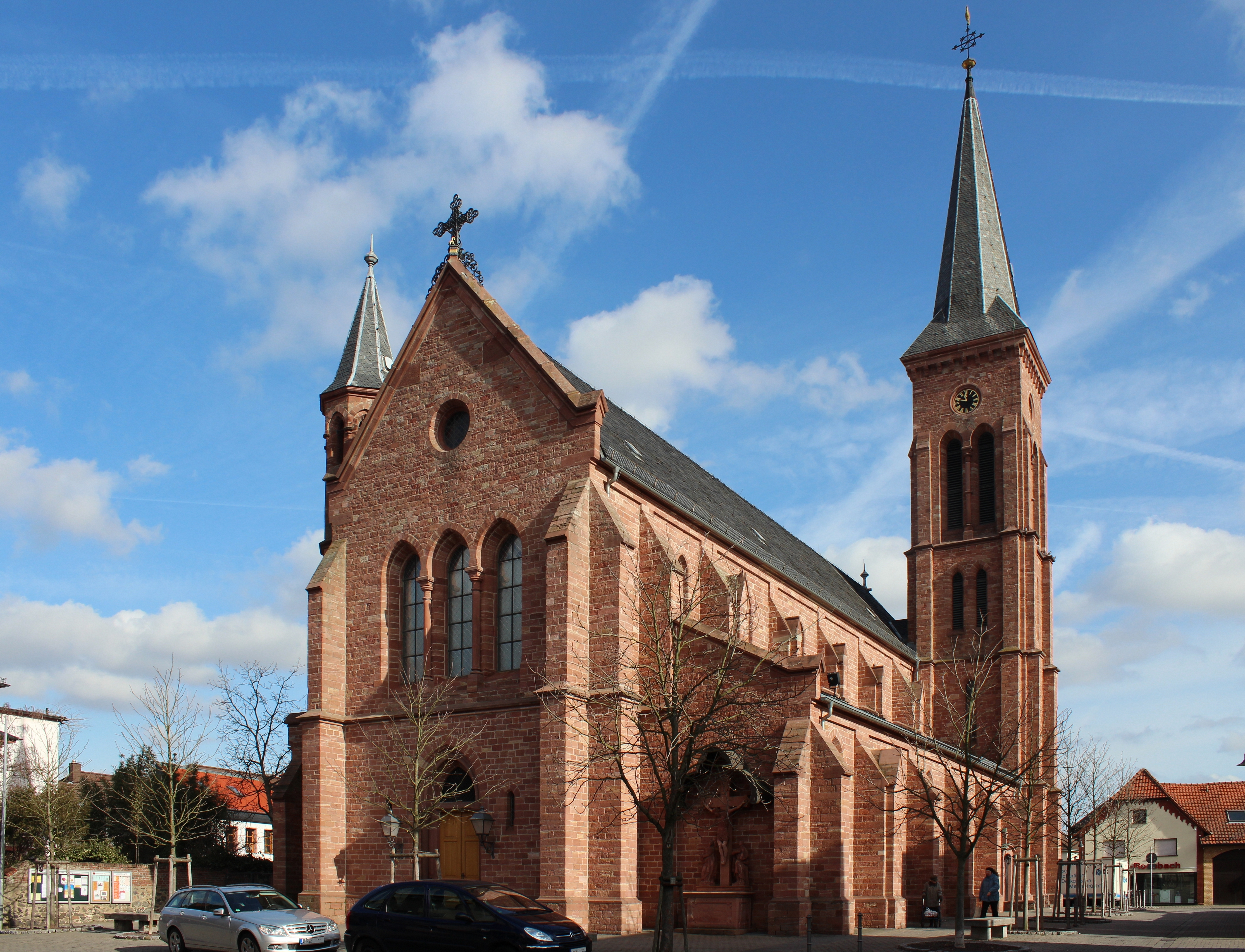
Die Kirche St. Nikolaus hat die Form einer Basilika; markant sind die über Eck gestellten Strebepfeiler

Die katholische Pfarrkirche St. Nikolaus in der hessischen Stadt Rodgau wurde in den Jahren 1869 bis 1871 errichtet und gehört heute zum Pastoralraum Rodgau-Rödermark der Region Mainlinie im Bistum Mainz. Das neugotische Bauwerk mit seinem 45,50 Meter hohen Turm dominiert die Ortsmitte des Stadtteils Jügesheim.

## Geschichte
Die heutige Kirche St. Nikolaus ist mindestens die zweite katholische Kirche in Jügesheim. Der Vorgängerbau aus dem Jahr 1692 wurde abgerissen, weil er für die wachsende Gemeinde zu klein geworden war. Außerdem machte sein baulicher Zustand zunehmend Reparaturen erforderlich.
Wann die erste Kirche in Jügesheim errichtet wurde, ist unbekannt. Als Jügesheim 1477 zur Pfarrfiliale von Weiskirchen wurde, muss es schon ein Kirchengebäude unter dem Patrozinium des heiligen Nikolaus gegeben haben. Dazu heißt es im Hessischen Ortsnamenbuch: „1477 inkorporiert Erzbischof Dieter von Mainz die Kirche St. Nicolai in Jügesheim der Kirche St. Peter in Weiskirchen.“ Die Gottesdienste wurden abwechselnd in Weiskirchen und Jügesheim gehalten. Erst 1858 wurde Jügesheim nach langen Auseinandersetzungen von der Weiskircher Pfarrei abgetrennt, zunächst als Pfarrkuratie und ab 1873 als eigenständige Pfarrei.

### Kirche aus dem 17. Jahrhundert
Nach dem Dreißigjährigen Krieg erbaute Schultheiß Johannes Ganz in den Jahren 1648 bis 1660 eine kleine Kapelle auf dem Gelände der heutigen Kirche. Der wohlhabende Einwohner, Zentschöffe und Gerichtsmann Nikolaus Nehl ließ 1686 ein Langhaus anbauen; die bisherige Kapelle wurde dadurch zum Chorraum. Weihbischof Matthias Starck weihte diese Kirche am 8. Juni 1692 auf den Namen des heiligen Nikolaus.
Bei einer Renovierung im Jahr 1821 erhielt diese Kirche einen neuen Hochaltar; der alte Hochaltar wurde zum Nebenaltar. Der neue Hochaltar stammte aus der Marienkirche in Seligenstadt, die 1817 abgebrochen worden war. Mit diesem Altar kam auch eine darin eingemauerte Reliquie des heiligen Marcellinus nach Jügesheim.
Zur Ausstattung der Kirche gehörten zwei Altäre, ein altes Vesperbild und eine Anna selbdritt, beide aus der Zeit um 1500. Das Geläut bestand aus zwei kleinen Glocken, die 140 und 145 Pfund wogen. Die 17 Bänke boten 85 Personen Platz. Im Jahr 1830 wurde für 1000 Gulden eine neue Orgel angeschafft, die alte wurde nach Obertshausen verkauft.
Zunehmender Reparaturbedarf, unter anderem am Dach, und die wachsende Gemeinde erforderten einen Neubau. Zunächst hatte der Kreisbaumeister 1863 mit Pfarrer und Bürgermeister über eine Erweiterung der Kirche verhandelt. Pfarrer Franz Emmanuel Gölz lehnte eine Erweiterung jedoch ab. Er bezeichnete den Zustand des Gebäudes als „höchst beklagenswert“. Die alte Kirche wurde 1869 abgebrochen. Für die Zeit bis zur Fertigstellung des Neubaus wurde eine sogenannte Notkirche errichtet.

### Neugotischer Kirchenbau

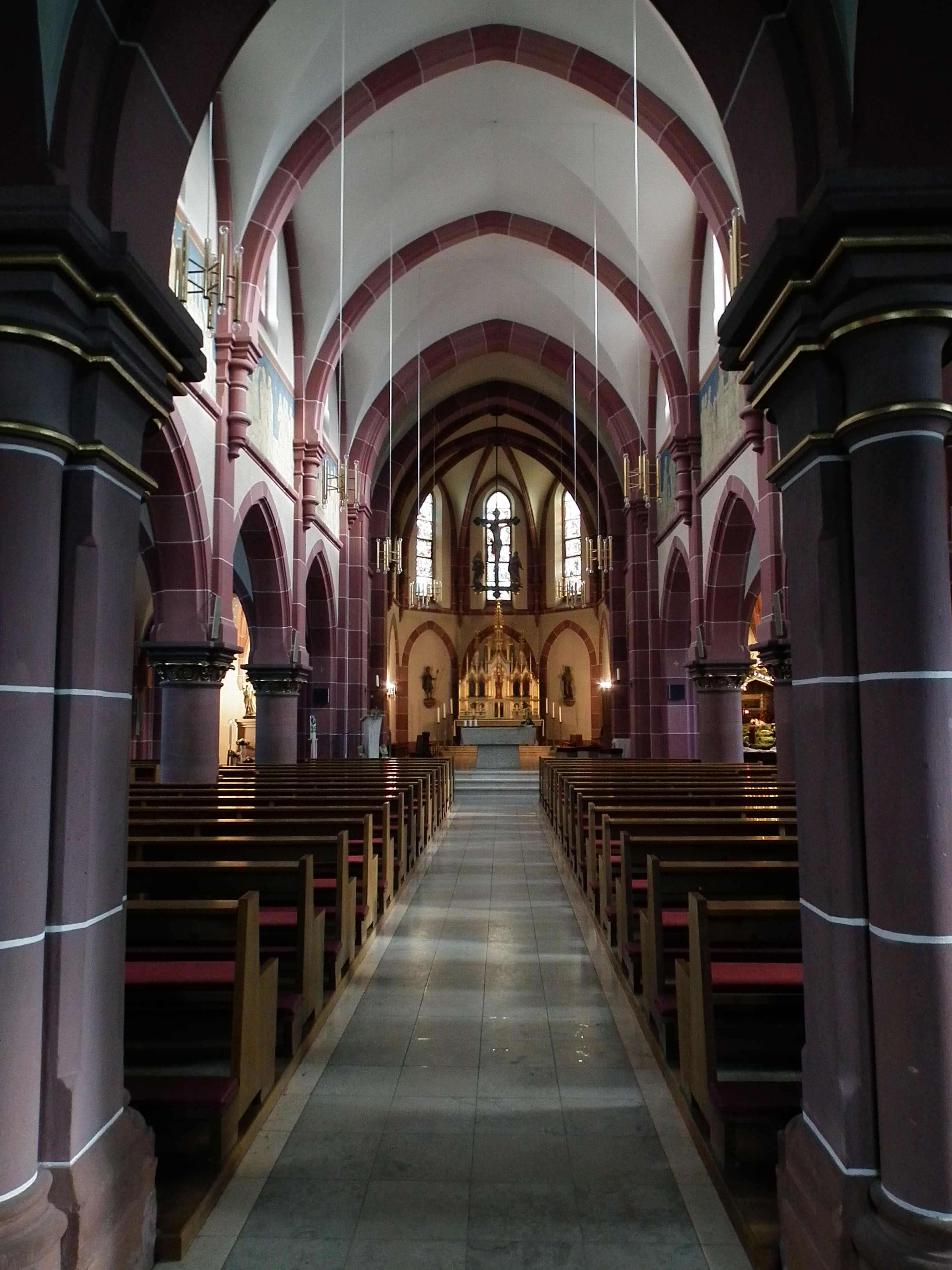
Blick ins Kirchenschiff; die Gurtbögen, die das Hauptschiff in Joche einteilen, sind farblich hervorgehoben

Am 26. Februar 1866 beschloss der Kirchenvorstand, eine neue Kirche zu bauen. Die bürgerliche Gemeinde bewilligte einen Kredit von 50 000 Gulden und verpfändete einen Teil ihres Gemeindewaldes. Der Buntsandstein für den Bau kam zum größten Teil aus Steinbrüchen im Raum Miltenberg.
Während der Kirchenvorstand eine dreischiffige Basilika favorisierte, wollte der Gemeinderat lediglich eine einschiffige Hallenkirche bauen. Schließlich einigten sich beide Gremien auf die größere Bauform. Mehrere Steinbruchbesitzer unterstützten den Bau finanziell. Die gesamten Baukosten beliefen sich zum Schluss auf 56 935 Gulden.
Die Architekten waren der Kreisbaumeister von Worms, Ludwig Metternich, der 1870 während der Bauarbeiten starb, und der Kreisbaumeister von Bensheim, Christian Horst (1822–1888). Im Jahr 1868 legten sie ihre Pläne vor. Nach Plänen Horsts wurden weitere Kirchenbauten im Stil der Neugotik errichtet, unter anderem in Bensheim, Lampertheim, Biblis, Langen (Evangelische Stadtkirche) und Oppenheim. Er orientierte sich am Vorbild der Elisabethkirche in Marburg.
Der Grundstein wurde am 18. Juni 1869 gelegt; an welcher Stelle der Kirche er sich befindet, ist unbekannt. Im März 1871 war der Rohbau fertig gestellt. Am 3. September 1871 wurde die Kirche St. Nikolaus vom Mainzer Bischof Wilhelm Emmanuel von Ketteler geweiht. Er soll das Bauwerk als Dom des Rodgaus bezeichnet haben.

## Architektur

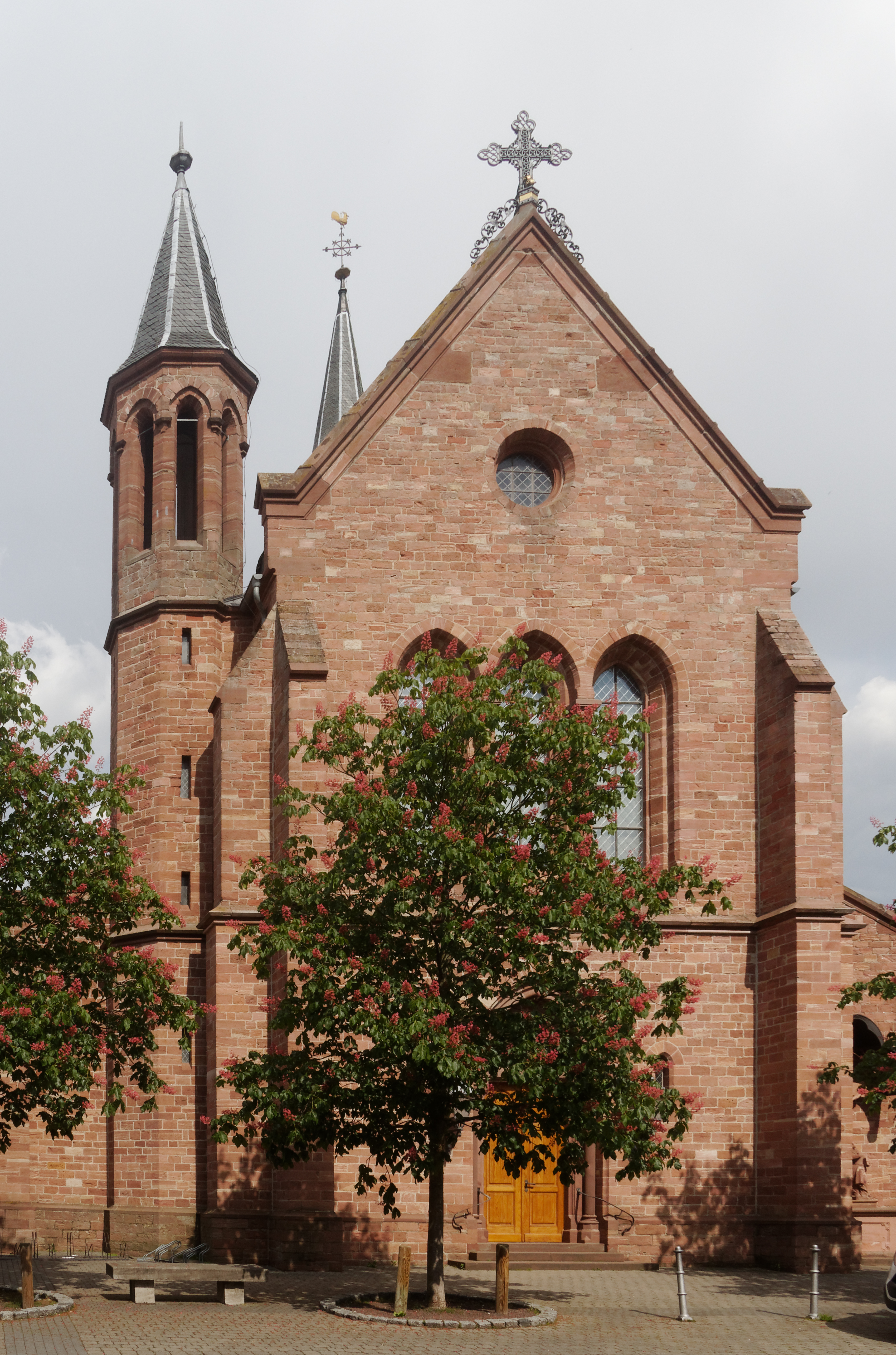
Die Westfassade mit dem sogenannten Orgeltürmchen

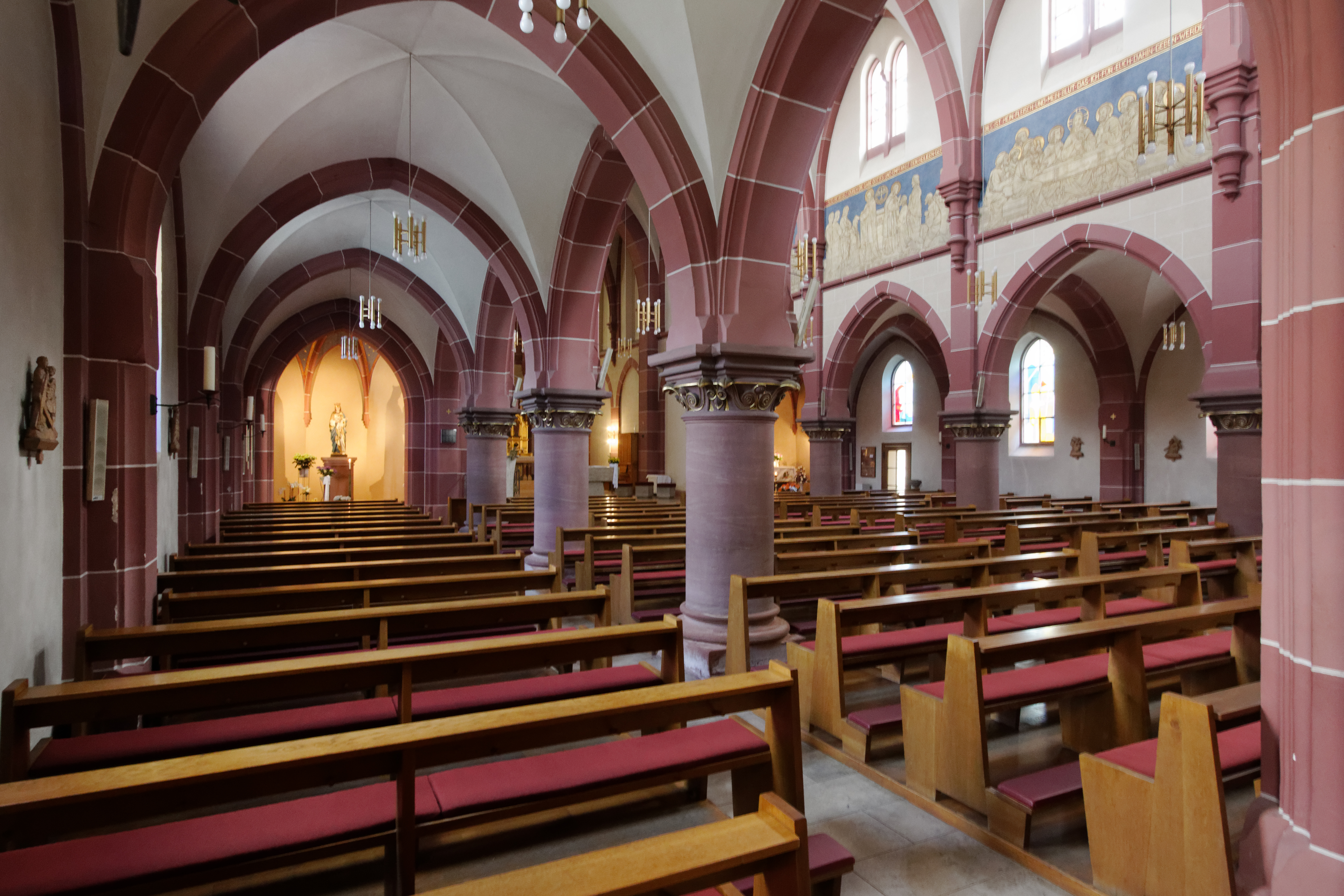
Blick ins linke Seitenschiff mit Marienaltar

Die Kirche St. Nikolaus ist eine dreischiffige Säulenbasilika im historistischen Stil der Neugotik. Der schlanke Kirchturm, der hohe Chor, der hohe Obergaden und das äußere Gesamtbild des schlanken Gebäudes erinnern an die frühe Gotik. Die Kirche weist jedoch auch romanische Elemente auf. Sie ist nach Osten ausgerichtet. Das Portal befindet sich an der Westseite.
Nach der Domkirche Lampertheim, die in den Jahren 1863 bis 1868 erbaut wurde, war die Kirche St. Nikolaus der dritte Kirchenbau nach Plänen von Christian Horst. Beide Bauwerke haben mehrere Gestaltungselemente gemeinsam, unter anderem ihre auffallende Länge, das Baumaterial (Quader aus Mainsandstein) und die Form der Strebepfeiler.
Das Kirchenschiff in fünf Joche gegliedert. Die Statik wird von außenliegenden, durchbrochenen Strebepfeilern gesichert. Auf diese Strebepfeiler sind kleine, um 90 Grad gedrehte Giebel aufgesetzt.
Von der Vorhalle unter der Empore blickt man durch fünf Spitzbögen in das Kircheninnere.
Das Hauptschiff ist durch vier quadratische Kreuzgratgewölbe gegliedert. Die Arkaden zu den Seitenschiffen sitzen auf kurzen, dicken Rundpfeilern. Die Pfeiler und Gurtbögen sind farblich (rot) hervorgehoben.
Über jedem Fenster der Seitenschiffe befinden sich zwei gekuppelte Spitzbogenfenster im Obergaden.
Der seitlich angesetzte Kirchturm hat einen quadratischen Grundriss und ist 45,50 Meter hoch. Gesimse unterteilen ihn in vier Geschosse. Markant sind die über Eck gestellten, abgetreppten Strebepfeiler. Der geknickte Helm ist mit Schieferplatten gedeckt. Er nimmt zunächst den quadratischen Grundriss des Turms auf und verjüngt sich oberhalb des Knicks zum Achteck.
Neben dem Hauptturm verfügt der Bau über einen kleineren, polygonalen Turm. Dieses sogenannte Orgeltürmchen ragt an der Nordwestecke einige Meter über das Kirchendach hinaus. In seinem unteren Teil befindet sich die Wendeltreppe zur Empore. Das Obergeschoss des Türmchens ist durch hohe, fensterähnliche Öffnungen durchbrochen.

## Ausstattung

### Altäre

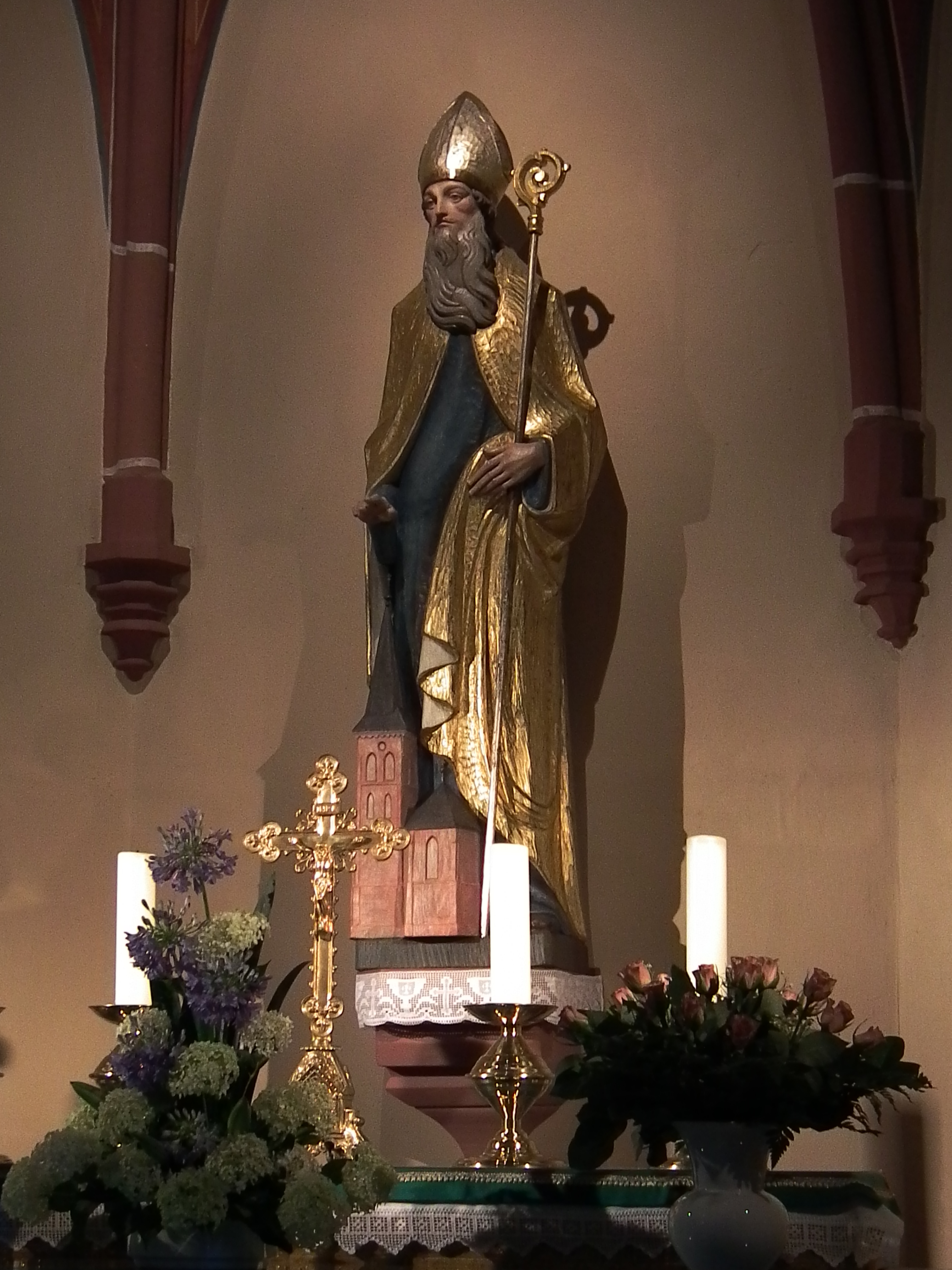
Nikolausstatue aus dem Jahr 1971

Die Kirche verfügt über vier Altäre. Der Hochaltar wurde auf das Herz Jesu geweiht, der linke Seitenaltar auf die heilige Familie und der rechte Seitenaltar auf den Kirchenpatron, den heiligen Nikolaus. Der Volksaltar ist ebenfalls dem heiligen Nikolaus geweiht.
Den Tabernakel ziert eine Kopie des Gemäldes Retable d‘Orlier von Martin Schongauer.
Das Sepulcrum des Hochaltars enthält Reliquien der Märtyrer Sebastian, Cyprian und Modesta. In den Altar der heiligen Familie (Marienaltar) wurden Reliquien der heiligen Sebastian, Placidus und Modesta eingemauert. Der Nikolausaltar enthält Reliquien der heiligen Benignus, Auräus und Modesta.
Die Nikolausstatue auf dem Altar im rechten Seitenschiff wurde im Rahmen der Feierlichkeiten zum 100-jährigen Bestehen der Kirche am 29. August 1971 geweiht. Sie zeigt den Heiligen, wie er seine Hand schützend über die Jügesheimer Kirche hält. Die Statue ist eine Holzschnitzarbeit der Firma Moroder aus St. Ulrich in Gröden (Südtirol).

### Orgel

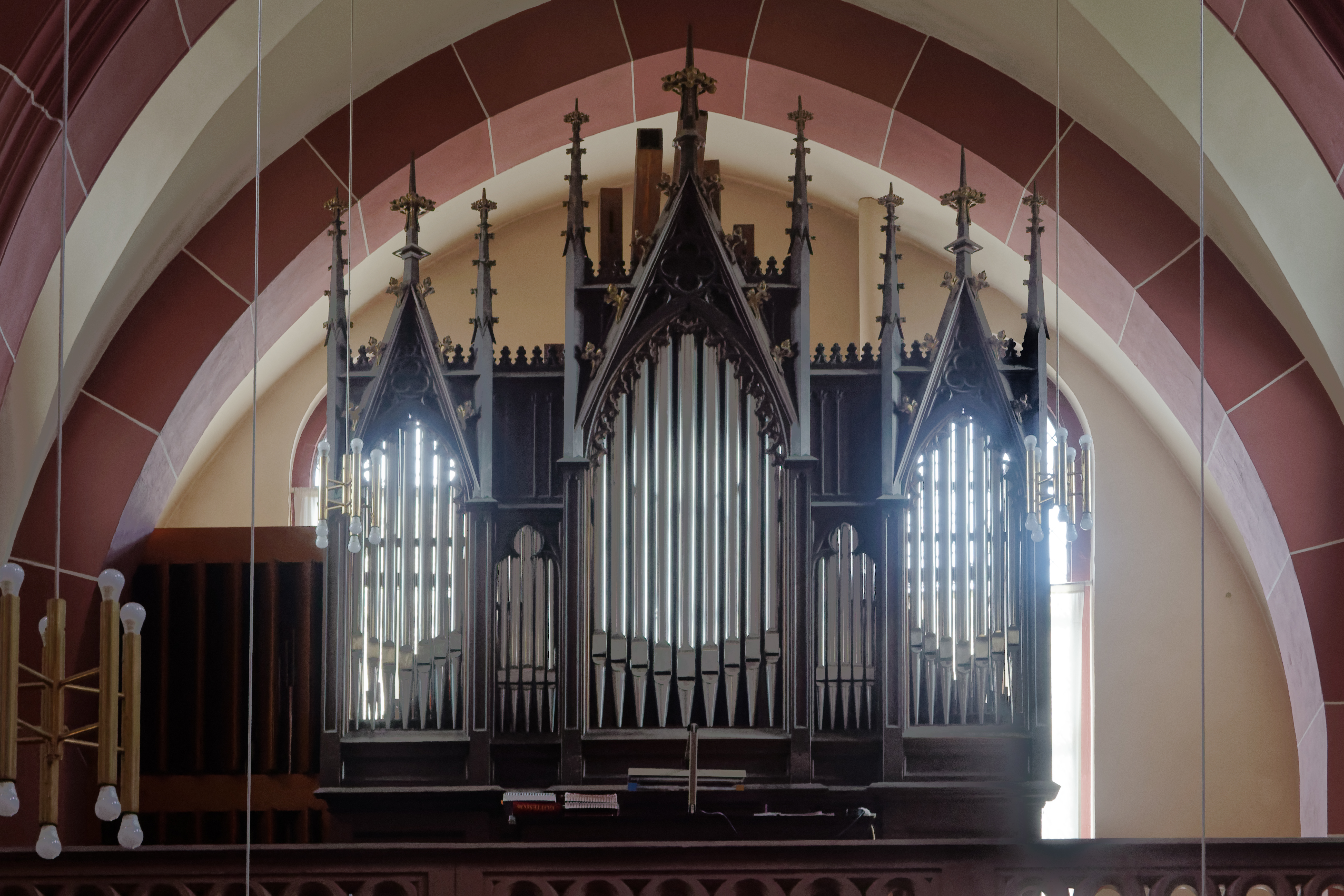
Prospekt der Schlimbach-Orgel

Die erste Orgel der Kirche St. Nikolaus stammte noch aus der Vorgängerkirche. Sie wurde 1904 durch ein neues Instrument ersetzt. Es stammte aus der Werkstatt des Würzburger Orgelbaumeisters Martin Joseph Schlimbach und verfügte über 15 Register. Das Orgelgehäuse wurde an den neugotischen Stil der Kirche angepasst. Die größten Pfeifen sind oben abgeknickt, damit sie in das Gehäuse passen.
Die Schlimbach-Orgel wurde Ende der 1930er-Jahre und 1961 überholt. Anfang der 1990er-Jahre wurde sie grundlegend restauriert und auf 26 Register mit insgesamt 1566 Pfeifen erweitert. Am 6. Dezember 1992 wurde das erneuerte Instrument geweiht.

### Glocken
Das Geläut besteht aus drei Glocken im Grundakkord Es-Dur:
- Dreifaltigkeitsglocke, Ton es, 1027 kg
- Muttergottesglocke, Ton g, 520 kg
- Nikolausglocke, Ton b, 300 kg

Die größte Glocke ist im Originalzustand erhalten. Die kleinste musste erstmals 1915 erneuert werden, weil sie gesprungen war. Die beiden kleineren Glocken wurden 1917 für Kriegszwecke beschlagnahmt und 1920 ersetzt. Im Herbst 1941 wurden die beiden kleineren Glocken erneut abgehängt und eingeschmolzen. Acht Jahre später war der Dreiklang wieder komplett: Zwei neue Glocken wurden am 3. April 1949 gesegnet und in den Glockenstuhl gehängt.

### Weitere Ausstattung

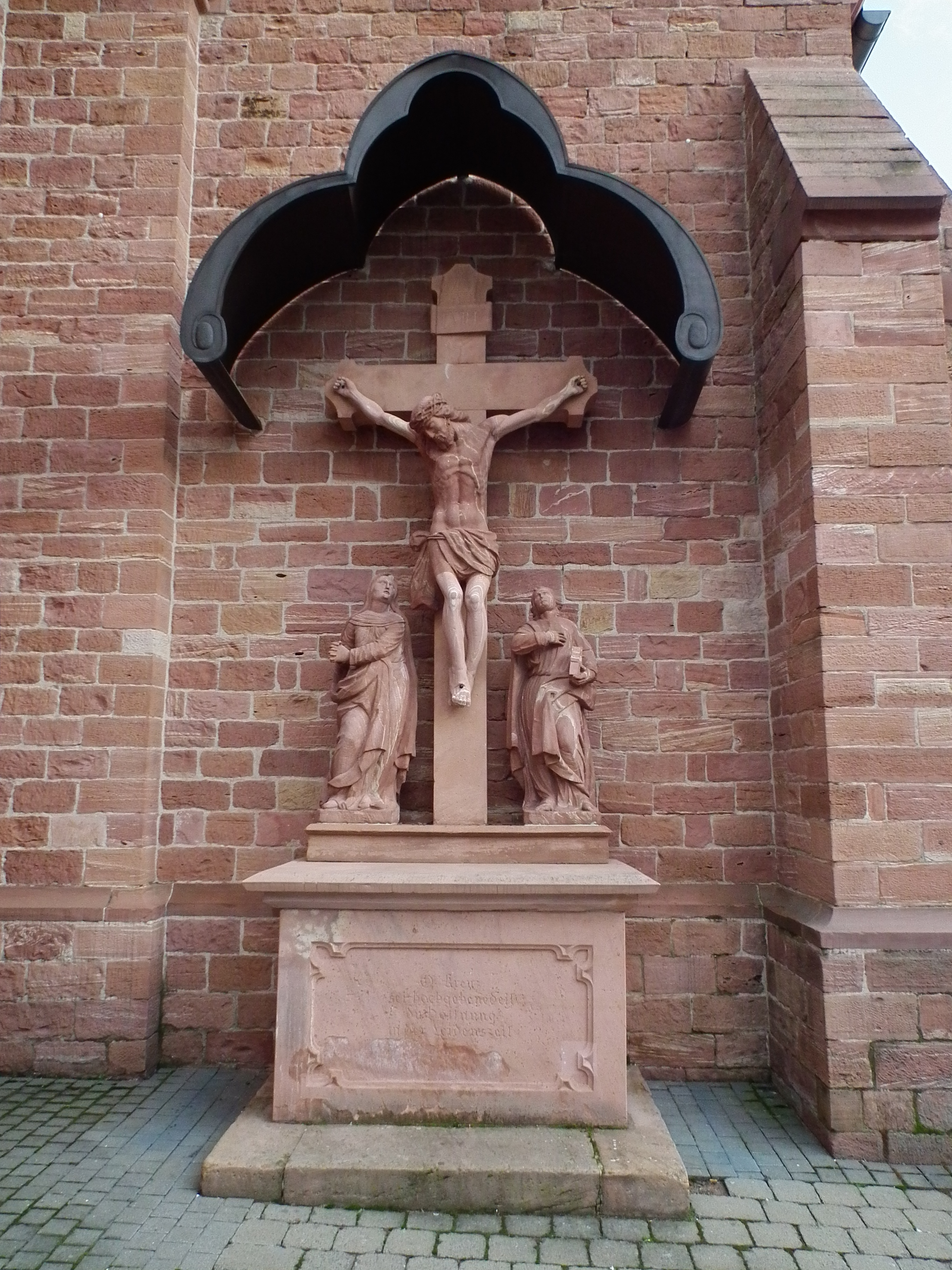
Die Kreuzigungsgruppe stand bereits vor der Vorgängerkirche

Ebenso wie die Kirche und ihr Turm gehören auch die vergoldeten Zifferblätter der Kirchturmuhr zum Ortsbild. Das Uhrwerk stammte ursprünglich von der Firma Portmann aus Speyer. Nach dem Zweiten Weltkrieg wurde es elektrifiziert und das Läutwerk automatisiert. Das mechanische Uhrwerk wurde 1998 entfernt und ersetzt; auch neue Zifferblätter wurden angebracht. Teile der alten Uhr sind im Heimatmuseum ausgestellt.
Der erste Kreuzweg wurde fünf Jahre nach der Einweihung in der Kirche angebracht. Er bestand aus 14 Ölgemälden. Sie wurden bei der Kirchenrenovierung 1963 – 1969 durch kleine Holzskulpturen ersetzt.
Aus der Barockzeit stammt eine Kreuzigungsgruppe aus Holz, die im Chorraum hängt. Zu den weiteren Kunstwerken in der Kirche zählen eine aus Holz geschnitzte Pietà aus dem Jahr 1716 und eine Nachbildung der Ikone Unserer lieben Frau von der immerwährenden Hilfe.
Eine Grabplatte an der südwestlichen Ecke des Innenraums erinnert an Nikolaus Nehl (1667–1747). Das Relief zeigt den Zentschöffen in seiner Amtstracht kniend vor einem Kreuz, an dessen Fuß eine abgelaufene Sanduhr steht.
Vor der Kirche steht rechts des Haupteingangs eine Kreuzigungsgruppe aus rotem Sandstein, die bereits vor der alten Kirche stand. Sie wurde um 1740 von Nikolaus Nehl gestiftet.

## Renovierungen
Im Lauf der Jahre wurde die Kirche immer wieder modernisiert und saniert. So ließ Pfarrer Konrad Kappler (1914–1956) das Gebäude im Jahr 1921 renovieren und 1933 eine Warmluftheizung einbauen.

### 1963 bis 1969

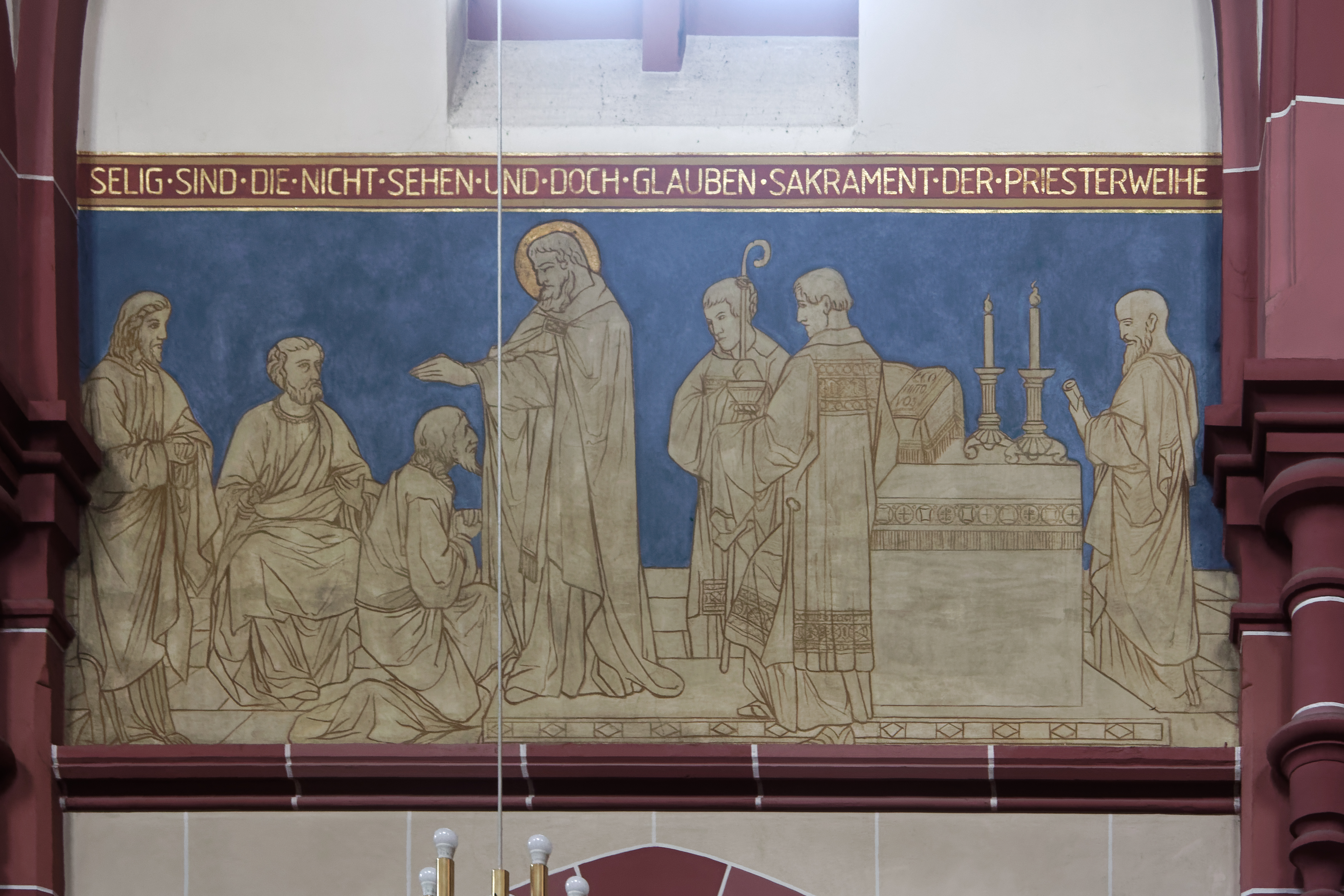
Fries im Obergaden (Ausschnitt)

Eine umfangreiche Renovierung fand in den Jahren 1963 bis 1969 statt. Dabei änderte sich das äußere Erscheinungsbild der Kirche. Bei der Dachsanierung wurden alle zehn Gauben beseitigt und durch Dachfenster ersetzt. Ein Anbau an der Nordseite schuf Platz für eine Taufkapelle und einen zusätzlichen Eingang.
Auch im Inneren der Kirche wurden Veränderungen vorgenommen. Als Konsequenz aus dem Zweiten Vatikanischen Konzil wurde – zunächst provisorisch – ein Voraltar aufgestellt, sodass der Priester die Eucharistiefeier mit dem Blick zur Gottesdienstgemeinde zelebrierte; dadurch konnten die Gläubigen das Geschehen am Altar mitverfolgen. Die Kanzel wurde entfernt. Die 14 Ölgemälde des Kreuzwegs wurden durch geschnitzte Holzskulpturen ersetzt. Durch eine Glastür am Hauptportal entstand ein Vorraum, in dem eine Marienikone mit Opferkerzenstand und eine Statue des heiligen Josef Platz fanden.
Die Ausmalung der Kirche wurde übermalt, lediglich die beiden großen Friese im Obergaden blieben in vereinfachter Form erhalten. Der Hochaltar wurde umgebaut und verkleinert, Skulpturen über den Säulenkapitellen im Mittelschiff wurden entfernt oder versetzt. Ein neuer Altar und ein neuer Ambo, beide aus Travertin, wurden aufgestellt. Der aus Jügesheim stammende Missionsbischof Peter Gratian Grimm weihte den neuen Altar am 6. Dezember 1969, dem Festtag des Kirchenpatrons, im Auftrag des Mainzer Bischofs Hermann Volk.
Beim Umbau der Heizung und der Heizungsschächte stießen Arbeiter auf Mauerreste der früheren Kirche, die 1869 abgebrochen worden war.

### 1992 bis 2001
Die zweite große Renovierung erstreckte sich über die Jahre 1992 bis 2001. Sie begann mit der grundlegenden Überarbeitung der Orgel und endete mit dem Einbau neuer Buntglasfenster. Auch Dach, Mauerwerk und Kirchturm wurden saniert. Über Jahre hinweg standen Baugerüste an der Kirche. An den Sandsteinquadern waren aufwendige Steinmetzarbeiten erforderlich.
Die Ikonen-Nachbildung im Vorraum wurde 1996 restauriert und aufgefrischt: Sie wurde von einer dicken Rußschicht befreit, ein Riss der Lindenholzplatte wurde gekittet und die Auflage aus Blattgold wurde erneuert. Katharina Weiland hatte die Ikone 1924 gestiftet. Sie ist einem historischen Vorbild in einer orientalischen Kirche nachempfunden.
Das Grabmal des Zentschöffen Nikolaus Nehl an der Kirchenwand wurde 1996 freigelegt, ein Jahr vor seinem 250. Todestag. Die Sandsteinplatte war hinter einem Beichtstuhl verborgen gewesen, der 1958 für den damaligen Kaplan errichtet worden war. Da die katholische Pfarrgemeinde 1996 nicht mehr mit der Besetzung einer Kaplanstelle rechnete, ließ sie den Beichtstuhl abbauen. Die Grabplatte wurde restauriert und von der Südseite an die Westseite des Kirchenschiffs versetzt.
Zehn neue Kirchenfenster wurden im Jahr 2001 in die Seitenschiffe eingesetzt. Die  Glasmalereien der Künstlerin Christine Rachor-Beck erinnern an den Kirchenpatron, den heiligen Nikolaus. Die Fenster wurden durch Spenden finanziert.

### Nach 2001
Der Hochaltar wurde im Jahr 2005 wieder in den Zustand zurückversetzt, den er vor der Renovierung 1969 hatte. Die damals abgenommenen Teile wurden wieder angefügt oder neu angefertigt. Die Pläne stammten von Andrea Wörner aus Schiltach (Schwarzwald). Anhand eines Schwarzweißfotos und einer farbigen Teilaufnahme des Altars ergänzte sie aus Lindenholz die Kerzenbänke, das Kielbogenelement, die Kreuzblumen, 150 Krabben und zwölf Fialen. Die Bildhauerin hatte auch an der Restaurierung des Altars der Kirche St. Matthias (Nieder-Roden) mitgewirkt.